# Partido di General Rodríguez
Il partido di General Rodríguez è un dipartimento (partido) dell'Argentina facente parte della Provincia di Buenos Aires. Il capoluogo è General Rodríguez.